# Massimiliano Allegri
Massimiliano Allegri (Livorno, Provincia de Livorno, Italia, 11 de agosto de 1967) es un exfutbolista y director técnico italiano que actualmente dirige al AC Milan de la Serie A. Tras comenzar su carrera como entrenador en 2003 con varios equipos italianos más pequeños, Allegri ayudó al Sassuolo a ascender a la Serie B por primera vez en su historia, ganando el campeonato de la Serie C1 y la Supercopa  el mismo año. De 2008 a 2010, entrenó al Cagliari en la Serie A, llevándolos a su mejor resultado en casi 15 años. Sus actuaciones como entrenador del Cagliari le valieron un traslado al AC Milán en 2010, donde permaneció hasta enero de 2014; ganó un Scudetto en 2010-11, el primero del Milán desde 2004, y un título de Supercopa de Italia del mismo año. Entre 2014 y 2019, Allegri estuvo a cargo de la Juventus, con la que ganó once trofeos: cinco títulos de liga consecutivos entre 2015 y 2019, cuatro títulos de la Copa de Italia seguidos desde 2015 hasta 2018 y dos títulos de la Supercopa Italiana, en 2015 y 2018; también alcanzó dos finales de la Liga de Campeones de la UEFA en 2015 y 2017. 

## Trayectoria

### Futbolista
Allegri comenzó su carrera futbolística con la Cuoiopelli en el Inter en la temporada 1984-1985. Después de tres temporadas en el Livorno, se trasladó a Pisa, donde hizo su debut en la Serie A el 11 de junio de 1989 en un partido contra el AC Milan. Durante la temporada sólo tuvo dos apariciones y a la final de la misma regresa al Livorno, en Serie C2. Al año siguiente se fue a la Serie C1 con el Pavia y en 1991 fichó por el Pescara y logró el ascenso a la Serie A con la camiseta blanquiazul. Hizo su mejor temporada en la máxima categoría, con 12 goles en 31 partidos.
Siguieron tres temporadas más en A con el Cagliari, interrumpidas por el paso en octubre de 1995 en el Perugia de la Serie B. Con el Grifo ganó una nueva promoción a la Serie A, donde jugó 15 partidos y anotó 3 goles antes de ser traspasado al Padua en enero de 1997. Después de dos temporadas y media en la Serie A, regresa al Nápoles, donde jugó su último partido en la Serie A.
Posteriormente jugó tres temporadas con los equipos de la Serie B Pescara y Pistoiese, y los dos últimos con la Aglianese en la Serie D y C2. Terminó su carrera en 2003, después de jugar 374 partidos y anotar 56 goles, incluyendo 19 en la Serie A, la mayoría de ellos con el Pescara.

### Entrenador

#### Inicio
Comenzó su carrera como entrenador en el banquillo del Aglianese Calcio en la temporada 2003-2004 en la Serie C2. En 2005, pasó a dirigir el SPAL 1907 en la Serie C1, y de allí llegó al US Grosseto, donde entrenó entre julio de 2005 y octubre de 2006 con un paréntesis de 6 meses.

#### Sassuolo
En 2007, fue nombrado para dirigir el Sassuolo en la Serie C1.
Esa misma temporada, en abril de 2008, logró con un ascenso histórico a la Serie B y el título de campeón de la Serie C1. En noviembre de 2008, fue galardonado con el "Panchina d'Oro" como el mejor entrenador de la Liga de Primera División (la antigua Serie C1) después de su excelente labor al frente de Sassuolo.

#### Cagliari
El 29 de mayo de 2008, firmó un contrato anual con el Cagliari Calcio, para obtener así su primer trabajo como entrenador de la Serie A. Al iniciar el equipo rojiazul la temporada, sufre cinco derrotas que le relegan a la clasificación del torneo pasado en el inicio de la Serie A 2008-2009. Sin embargo, el presidente Massimo Cellino mantuvo la confianza en Allegri, y el equipo inició la remontada con una serie de resultados importantes (incluyendo un empate ante el Inter) que permitieron sumar 34 puntos en 17 partidos (superando a la Lazio 1-4 en Roma, el Siena por 1-0 en casa, a la Juventus y Torino por 3-2) y situarse en el séptimo lugar en la clasificación. Posteriormente, el equipo atravesó un período de resultados mixtos, pero finalmente terminó en noveno puesto. Al final de la temporada, Allegri es confirmado al frente de los sardos para la temporada 2009-2010.
La temporada 2009-2010 fue similar a la anterior, con un solo punto conseguido en las primeras cinco rondas del torneo, seguido de un ascenso a la 7.ª posición, obteniendo 32 puntos tras 21 partidos jugados. El nombre de Massimiliano Allegri sonó entonces para otros equipos, incluyendo el AC Milan, la Juventus y la Fiorentina.
El 1 de febrero de 2010, recibió el premio "Panchina d'Oro", otorgado por el voto de técnicos de la Serie A y Serie B como el mejor entrenador de la temporada 2008-2009.
El 13 de abril de 2010, después de nueve partidos sin ganar pero todavía con 5 puntos de margen sobre los puestos de descenso, fue despedido por el presidente Massimo Cellino. El 17 de junio de 2010, el Cagliari anunció oficialmente la terminación del contrato por el cual el entrenador estaba ligado al conjunto de Cerdeña hasta junio de 2011.

#### Milán
El 25 de junio de 2010, a través de un comunicado publicado en su página web oficial, el AC Milan anunció la contratación del entrenador de Livorno, que firmó un contrato con el club milanés hasta el 30 de junio de 2012. Su debut oficial con el conjunto rossonero fue el 29 de agosto, en el primer partido de la temporada contra el Lecce, que ganó el Milan por 4-0. Allegri no pudo triunfar en la Coppa (eliminado en semifinales) ni en la Champions (KO en octavos), pero dirigió al equipo milanés a la consecución del scudetto en la Serie A 2010-11, rompiendo así la hegemonía del Inter de Milán. Ese mismo año también logró conquistar la Supercopa de Italia frente a los nerazzurri.
En la Liga 2011-12, el Milan se recuperó de un mal inicio de campeonato y mantuvo un apasionante pulso por el título con la Juventus de Turín. Los rossoneri llegaron a ir líderes hasta la 30.ª jornada, pero finalmente fue el cuadro bianconero el que se proclamaría campeón con 4 puntos de ventaja. En la Copa y en la Champions, el conjunto lombardo llegó a semifinales y cuartos de final, respectivamente.
El paupérrimo inicio del conjunto lombardo en la temporada 2012-13 de la Serie A suscitó un mar de críticas en contra de Allegri, ya que se encontraba en tierra de nadie en la clasificación, produciéndose incluso duras críticas contra el equipo por parte del propietario Silvio Berlusconi. A pesar de las dudas del entorno, poco a poco el Milan fue remontando en el campeonato local y llegó hasta los puestos que dan acceso a competiciones europeas, aunque fue eliminado en cuartos de final de la Coppa por la Juventus y en octavos de final de la Champions, nuevamente a manos del FC Barcelona. Finalmente, el conjunto milanista terminó la Serie A como tercer clasificado.
La temporada 2013-14 tampoco comenzó bien, pues el Milan navegaba en la mediocridad en la clasificación del Calcio, una complicada situación que amenazaba con costarle el cargo a Allegri. Pese a ello, en la Liga de Campeones, el equipo rossonero consiguió pasar a octavos de final como segundo de grupo. El 5 de enero de 2014, Allegri confirmó que abandonaría el Milan a final de temporada. Sin embargo, no llegó a cumplir su contrato, puesto que fue despedido una semana después tras una dolorosa derrota por 4-3 ante el recién ascendido US Sassuolo que dejaba al equipo en 11.º puesto, a 20 puntos de la 3.ª posición.

#### Juventus
El 16 de julio de 2014, Allegri fue confirmado como nuevo entrenador de la Juventus de Turín. Aunque se encontró un elevado listón al llegar a un equipo ganador de los tres últimos scudetti y las dos últimas Supercopas italianas de la mano de su predecesor Antonio Conte y no contaba con el apoyo de los aficionados, supo mantener el nivel de los bianconeri al situarse como líder destacado en la primera mitad de la Serie A. Asimismo, se clasifica para la final de la Liga de Campeones (eliminando al Real Madrid en semifinales), y también llega a la final de la Copa Italia, algo que no había sido capaz de lograr la Juve el año anterior. También introdujo modificaciones en el equipo, pasando del sistema de juego 3-5-2 (tres centrales y dos carrileros) de Antonio Conte a un 4-3-1-2. El 2 de mayo de 2015, la Juventus de Allegri se proclama campeona de la Serie A a falta de 4 jornadas para el final; y el 20 de mayo, gana la Copa de Italia frente a la Lazio, completando así el primer doblete para la Juventus en veinte años. Finalmente, se le escapó la Champions al perder la final contra el FC Barcelona. Tras esta gran temporada, prorrogó su contrato con el club por un año más.
Su segunda temporada al frente de la vecchia signora comenzaba con la conquista de otro título, la Supercopa de Italia. Sin embargo, en la Serie A perdió sus dos primeros partidos, algo que no le había pasado nunca al equipo turinés. De hecho, la Juve sólo obtuvo 5 puntos en las 6 primeras jornadas del campeonato, situándose en una decepcionante 15.ª posición, acusando la marcha de jugadores como Andrea Pirlo, Arturo Vidal o Carlos Tévez. Pero después de ese inicio titubeante, la Juventus consigue encadenar buenos resultados y reengancharse a la lucha por las primeras posiciones, llegando a la pausa navideña del campeonato como 4.º clasificado. La buena racha bianconera continúa, llegando a las 9 victorias seguidas y situándose en segundo puesto al término de la primera vuelta de la Serie A. El 13 de febrero de 2016, la Juventus obtiene su 15.º triunfo consecutivo al ganar por 1-0 al Napoli y se sitúa líder del campeonato, remontando de la 12.ª posición a la 1.ª en tres meses tras enjugar una desventaja de 11 puntos. En la Champions, el equipo bianconero cayó en octavos de final frente al Bayern de Múnich. El 25 de abril de 2016, la Juventus gana su quinto scudetto consecutivo tras vencer a la Fiorentina el día anterior y gracias a la derrota del Napoli contra la Roma. El 6 de mayo de 2016, Allegri vuelve a renovar su contrato con el club por un año adicional, antes de concluir la temporada con otro doblete al revalidar la Copa Italia.
En esta temporada volvió a utilizar mucho más el sistema 3-5-2 ya habituado en el equipo, pues fue implantado por Antonio Conte que tantos éxitos le ha dado y le sigue dando al conjunto piamontés.
Allegri volvió a dirigir a la Juventus en la temporada 2016-17, logrando ganar la Copa Italia por tercer año consecutivo (algo que nunca había logrado ningún equipo antes) y su tercer título de la Serie A, el sexto consecutivo del club (un logro también inédito en la historia del fútbol italiano). Por último, disputó otra final de la Liga de Campeones dos años después, volviendo a perderla y quedándose de nuevo a las puertas del triplete.
En la campaña 2017-18, los hombres de Allegri fueron eliminados por el Real Madrid en cuartos de final de la Liga de Campeones, pero consiguieron su cuarto doblete consecutivo al revalidar los títulos de Serie A y Copa Italia.
En la temporada 2018-19, la Juventus se quedó sin ganar la Copa de Italia por primera vez en 5 años, puesto que fue eliminada por el Atalanta en cuartos de final. En la Liga de Campeones, el equipo bianconero también cayó en cuartos de final, frente al Ajax. Sin embargo, volvió a revalidar el título de la Serie A, ganando su octavo scudetto consecutivo. El 17 de mayo de 2019, el club anunció que Allegri no iba a continuar siendo su técnico el próximo curso para tomarse un año sabático. El motivo de su marcha es que el club buscaba dominar no sólo en Italia, sino también conseguir títulos en Europa.

#### Juventus (2.ª etapa)
El 28 de mayo de 2021, Allegri fue confirmado como nuevo entrenador de la Juventus de Turín, firmando un contrato por 4 temporadas en su regreso al Allianz Stadium después de 2 años lejos de los banquillos. El técnico de Livorno no pudo llevar al elenco turinés a la lucha por el título en la primera temporada de su segunda etapa en el club, teniendo que conformarse con la 4.ª posición en la Serie A y con el subcampeonato en la Copa de Italia.
El 2 de noviembre, participó en su partido número 100 de la Liga de Campeones en una derrota en casa por 2-1 contra el Paris Saint-Germain. El partido contra el PSG fue el último partido de la Liga de Campeones de la temporada de la Juventus; el equipo hizo su peor campaña en la Liga de Campeones, habiendo ganado solo tres puntos, de una victoria y cinco derrotas, con 13 goles encajados durante la fase de grupos. Por primera vez desde la temporada 2013-14, la Juventus se ubicó tercero en la fase de grupos, debido a una mejor diferencia de goles con el equipo Maccabi Haifa, obteniendo acceso a la UEFA Europa League. En el mismo mes, Allegri ganó el premio al Entrenador del Mes de la Serie A, luego de tres victorias en la liga ante Inter, Hellas Verona y Lazio. 
El 13 de enero de 2023, la Juventus puso fin a una racha ganadora de ocho partidos en la Serie A sin goles concedidos tras la derrota por 5-1 ante el Napoli; la Juventus no encajaba tantos goles desde el Pescara –Juventus 5-1 (30 de mayo de 1993), en el que el propio Allegri marcó el primer gol del partido mientras jugaba en el Pescara. La segunda temporada de Allegri a su regreso terminó sin trofeos nuevamente después de una derrota por 2-1 ante el Sevilla después de la prórroga en las semifinales de la Europa League. El último entrenador que no ganó ningún trofeo en dos temporadas fue Rino Marchesi, quien entrenó a la Juventus de 1986 a 1988.
El 15 de mayo de 2024, el equipo turinés acabó con una sequía de 3 años sin títulos al ganar la Copa de Italia. Sin embargo, dos días después, y a falta de 2 partidos para el término de la Serie A, Allegri fue destituido como entrenador de la Juventus por "ciertos comportamientos durante y después de la final de la Copa de Italia que el club consideró incompatibles con los valores de la Juventus", según indicó la entidad en el comunicado correspondiente.

#### Milán (2.ª etapa)
El 30 de mayo de 2025, el AC Milan volvió a contratar a Allegri como entrenador 11 años después de su salida del club rossonero.

## Clubes y estadísticas

### Como futbolista
| Club             | País   | Año       | Partidos | Goles |
| ---------------- | ------ | --------- | -------- | ----- |
| U. C. Cuoiopelli | Italia | 1984-1985 | 7        | 0     |
| A. S. Livorno    | Italia | 1985-1988 | 29       | 0     |
| A. C. Pisa       | Italia | 1988-1989 | 2        | 0     |
| A. S. Livorno    | Italia | 1989-1990 | 32       | 8     |
| A. C. Pavia      | Italia | 1990-1991 | 29       | 5     |
| Pescara Calcio   | Italia | 1991-1993 | 64       | 16    |
| Cagliari Calcio  | Italia | 1993-1995 | 46       | 4     |
| Perugia Calcio   | Italia | 1995-1997 | 41       | 10    |
| Calcio Padova    | Italia | 1997      | 21       | 0     |
| S. S. C. Napoli  | Italia | 1997-1998 | 7        | 0     |
| Pescara Calcio   | Italia | 1998-2000 | 46       | 4     |
| A. C. Pistoiese  | Italia | 2000-2001 | 18       | 1     |
| A. C. Aglianese  | Italia | 2001-2003 | 32       | 8     |

### Como entrenador
| Equipo              | Div.                | Temporada           | Liga  | Liga | Liga | Liga | Liga |       | Copa | Copa | Copa | Copa  |    | Internacional | Internacional | Internacional | Internacional | Internacional |   | Otros | Otros | Otros | Otros |     | Totales     | Totales | Totales | Totales | Totales | Totales | Totales | Totales |
| Equipo              | Div.                | Temporada           | Part. | G    | E    | P    | Pos. | Part. | G    | E    | P    | Part. | G  | E             | P             | Pos.          | Part.         | G             | E | P     | Part. | G     | E     | P   | Rendimiento | GF      | GC      | Dif.    |         |         |         |         |
| ------------------- | ------------------- | ------------------- | ----- | ---- | ---- | ---- | ---- | ----- | ---- | ---- | ---- | ----- | -- | ------------- | ------------- | ------------- | ------------- | ------------- | - | ----- | ----- | ----- | ----- | --- | ----------- | ------- | ------- | ------- | ------- | ------- | ------- | ------- |
| Aglianese · Italia  | 4.ª                 | 2003-04             | 34    | 9    | 12   | 13   | 13.º | 4     | 1    | 1    | 2    | -     | -  | -             | -             | -             | -             | -             | - | -     | 38    | 10    | 13    | 15  | 37.72%      | 30      | 35      | -5      |         |         |         |         |
| Aglianese · Italia  | Total               | Total               | 34    | 9    | 12   | 13   | -    | 4     | 1    | 1    | 2    | -     | -  | -             | -             | -             | -             | -             | - | -     | 38    | 10    | 13    | 15  | 37.72%      | 30      | 35      | -5      |         |         |         |         |
| SPAL · Italia       | 3.ª                 | 2004-05             | 34    | 10   | 13   | 11   | 9.º  | 6     | 3    | 2    | 1    | -     | -  | -             | -             | -             | -             | -             | - | -     | 40    | 13    | 15    | 12  | 45%         | 47      | 41      | +6      |         |         |         |         |
| SPAL · Italia       | Total               | Total               | 34    | 10   | 13   | 11   | -    | 6     | 3    | 2    | 1    | -     | -  | -             | -             | -             | -             | -             | - | -     | 40    | 13    | 15    | 12  | 45%         | 47      | 41      | +6      |         |         |         |         |
| Grosseto · Italia   | 3.ª                 | 2005-06             | 16    | 5    | 8    | 3    | 2.º  | 4     | 1    | 1    | 2    | -     | -  | -             | -             | -             | -             | -             | - | -     | 20    | 6     | 9     | 5   | 45%         | 21      | 18      | +3      |         |         |         |         |
| Grosseto · Italia   | 3.ª                 | 2006-07             | 9     | 1    | 6    | 2    | Inc. | 1     | 0    | 0    | 1    | -     | -  | -             | -             | -             | -             | -             | - | -     | 10    | 1     | 6     | 3   | 30%         | 12      | 15      | -3      |         |         |         |         |
| Grosseto · Italia   | Total               | Total               | 25    | 6    | 14   | 5    | -    | 5     | 1    | 1    | 3    | -     | -  | -             | -             | -             | -             | -             | - | -     | 30    | 7     | 15    | 8   | 40%         | 33      | 33      | +0      |         |         |         |         |
| Sassuolo · Italia   | 3.ª                 | 2007-08             | 34    | 19   | 6    | 9    | 1.º  | 6     | 3    | 0    | 3    | -     | -  | -             | -             | -             | 2             | 1             | 0 | 1     | 42    | 23    | 6     | 13  | 59.52%      | 56      | 43      | +13     |         |         |         |         |
| Sassuolo · Italia   | Total               | Total               | 34    | 19   | 6    | 9    | -    | 6     | 3    | 0    | 3    | -     | -  | -             | -             | -             | 2             | 1             | 0 | 1     | 42    | 23    | 6     | 13  | 35.71%      | 56      | 43      | +13     |         |         |         |         |
| Cagliari · Italia   | 1.ª                 | 2008-09             | 38    | 15   | 8    | 15   | 9.º  | 2     | 1    | 0    | 1    | -     | -  | -             | -             | -             | -             | -             | - | -     | 40    | 16    | 8     | 16  | 46.67%      | 50      | 54      | -4      |         |         |         |         |
| Cagliari · Italia   | 1.ª                 | 2009-10             | 33    | 11   | 7    | 15   | Inc. | 1     | 0    | 0    | 1    | -     | -  | -             | -             | -             | -             | -             | - | -     | 34    | 11    | 7     | 16  | 39.21%      | 50      | 52      | -2      |         |         |         |         |
| Cagliari · Italia   | Total               | Total               | 71    | 26   | 15   | 30   | -    | 3     | 1    | 0    | 2    | -     | -  | -             | -             | -             | -             | -             | - | -     | 74    | 27    | 15    | 32  | 43.25%      | 100     | 106     | -6      |         |         |         |         |
| AC Milan · Italia   | 1.ª                 | 2010-11             | 38    | 24   | 10   | 4    | 1.º  | 4     | 2    | 1    | 1    | 8     | 2  | 3             | 3             | 1/8           | -             | -             | - | -     | 50    | 28    | 14    | 8   | 65.33%      | 80      | 37      | +43     |         |         |         |         |
| AC Milan · Italia   | 1.ª                 | 2011-12             | 38    | 24   | 8    | 6    | 2.º  | 4     | 2    | 1    | 1    | 10    | 3  | 4             | 3             | 1/4           | 1             | 1             | 0 | 0     | 53    | 30    | 13    | 10  | 64.78%      | 100     | 54      | +46     |         |         |         |         |
| AC Milan · Italia   | 1.ª                 | 2012-13             | 38    | 21   | 9    | 8    | 3.º  | 2     | 1    | 0    | 1    | 8     | 3  | 2             | 3             | 1/8           | -             | -             | - | -     | 48    | 25    | 11    | 12  | 59.72%      | 80      | 51      | +29     |         |         |         |         |
| AC Milan · Italia   | 1.ª                 | 2013-14             | 19    | 5    | 7    | 7    | Inc. | -     | -    | -    | -    | 8     | 3  | 4             | 1             | FG            | -             | -             | - | -     | 27    | 8     | 11    | 8   | 43.21%      | 43      | 36      | +7      |         |         |         |         |
| Juventus · Italia   | 1.ª                 | 2014-15             | 38    | 26   | 9    | 3    | 1.º  | 5     | 4    | 0    | 1    | 13    | 7  | 3             | 3             | 2.º           | 1             | 0             | 1 | 0     | 57    | 37    | 13    | 7   | 72.51%      | 104     | 40      | +64     |         |         |         |         |
| Juventus · Italia   | 1.ª                 | 2015-16             | 38    | 29   | 4    | 5    | 1.º  | 5     | 4    | 0    | 1    | 8     | 3  | 3             | 2             | 1/8           | 1             | 1             | 0 | 0     | 52    | 37    | 7     | 8   | 75.64%      | 96      | 32      | +64     |         |         |         |         |
| Juventus · Italia   | 1.ª                 | 2016-17             | 38    | 29   | 4    | 5    | 1.º  | 5     | 4    | 0    | 1    | 13    | 9  | 3             | 1             | 2.º           | 1             | 0             | 1 | 0     | 57    | 42    | 8     | 7   | 78.36%      | 112     | 42      | +70     |         |         |         |         |
| Juventus · Italia   | 1.ª                 | 2017-18             | 38    | 30   | 5    | 3    | 1.º  | 5     | 5    | 0    | 0    | 10    | 5  | 3             | 2             | 1/4           | 1             | 0             | 0 | 1     | 54    | 40    | 8     | 6   | 79.01%      | 112     | 39      | +73     |         |         |         |         |
| Juventus · Italia   | 1.ª                 | 2018-19             | 38    | 28   | 6    | 4    | 1.º  | 2     | 1    | 0    | 1    | 10    | 5  | 1             | 4             | 1/4           | 1             | 1             | 0 | 0     | 51    | 35    | 7     | 9   | 73.21%      | 87      | 42      | +45     |         |         |         |         |
| Juventus · Italia   | 1.ª                 | 2021-22             | 38    | 20   | 10   | 8    | 4.º  | 5     | 4    | 1    | 0    | 8     | 5  | 1             | 2             | 1/8           | 1             | 0             | 0 | 1     | 52    | 29    | 12    | 11  | 63.46%      | 80      | 55      | +25     |         |         |         |         |
| Juventus · Italia   | 1.ª                 | 2022-23             | 38    | 22   | 6    | 10   | 7.º  | 4     | 2    | 1    | 1    | 14    | 5  | 3             | 6             | 1/2           | -             | -             | - | -     | 56    | 29    | 10    | 17  | 57.74%      | 80      | 54      | +26     |         |         |         |         |
| Juventus · Italia   | 1.ª                 | 2023-24             | 36    | 18   | 13   | 5    | Inc. | 5     | 4    | 0    | 1    | -     | -  | -             | -             | -             | -             | -             | - | -     | 41    | 22    | 13    | 6   | 64.23%      | 63      | 31      | +32     |         |         |         |         |
| Juventus · Italia   | Total               | Total               | 302   | 202  | 57   | 43   | -    | 36    | 28   | 2    | 6    | 76    | 39 | 17            | 20            | -             | 6             | 2             | 2 | 2     | 420   | 271   | 78    | 71  | 70.71%      | 735     | 335     | +400    |         |         |         |         |
| AC Milan · Italia   | 1.ª                 | 2025-26             | 0     | 0    | 0    | 0    | -    | 1     | 1    | 0    | 0    | -     | -  | -             | -             | -             | -             | -             | - | -     | 1     | 1     | 0     | 0   | 100%        | 2       | 0       | +2      |         |         |         |         |
| AC Milan · Italia   | Total               | Total               | 133   | 74   | 34   | 25   | -    | 11    | 6    | 2    | 3    | 34    | 11 | 13            | 10            | -             | 1             | 1             | 0 | 0     | 179   | 92    | 49    | 38  | 60.52%      | 305     | 178     | +127    |         |         |         |         |
| Total en su carrera | Total en su carrera | Total en su carrera | 633   | 346  | 151  | 136  | -    | 70    | 43   | 7    | 20   | 111   | 50 | 30            | 31            | -             | 9             | 4             | 2 | 3     | 823   | 443   | 190   | 190 | 61.53%      | 1305    | 771     | +534    |         |         |         |         |
| 1. 2. 3.            |                     |                     |       |      |      |      |      |       |      |      |      |       |    |               |               |               |               |               |   |       |       |       |       |     |             |         |         |         |         |         |         |         |

#### Resumen por competiciones
| Competición                  | Partidos | Ganados | Empatados | Perdidos | %      | Resultado              |
| ---------------------------- | -------- | ------- | --------- | -------- | ------ | ---------------------- |
| Lega Pro Seconda Divisione   | 34       | 9       | 12        | 13       | 38.23% | 13.º lugar             |
| Serie C                      | 93       | 35      | 33        | 25       | 49.46% | Campeón                |
| Serie A                      | 506      | 302     | 106       | 98       | 66.66% | Campeón                |
| Copa Italia Serie C          | 18       | 7       | 4         | 7        | 46.3%  | Dieciseisavos de final |
| Copa Italia                  | 53       | 36      | 3         | 14       | 69.81% | Campeón                |
| Supercopa de Serie C         | 2        | 1       | 0         | 1        | 50%    | Subcampeón             |
| Supercopa de Italia          | 7        | 3       | 2         | 2        | 52.38% | Campeón                |
| Liga de Campeones de la UEFA | 102      | 46      | 27        | 29       | 53.92% | Subcampeón             |
| Liga Europa de la UEFA       | 8        | 4       | 3         | 1        | 62.5%  | Semifinales            |
| TOTAL                        | 823      | 443     | 190       | 190      | 61.53% | 15 Títulos             |

## Palmarés

### Como futbolista

#### Campeonatos nacionales
| Título  | Club            | País   | Año     |
| ------- | --------------- | ------ | ------- |
| Serie D | A. C. Aglianese | Italia | 2001-02 |

### Como entrenador

#### Campeonatos nacionales
| Título              | Club          | País   | Año     |
| ------------------- | ------------- | ------ | ------- |
| Serie C1            | Sassuolo      | Italia | 2007-08 |
| Serie A             | A. C. Milan   | Italia | 2010-11 |
| Supercopa de Italia | A. C. Milan   | Italia | 2011    |
| Serie A             | Juventus F.C. | Italia | 2014-15 |
| Copa Italia         | Juventus F.C. | Italia | 2014-15 |
| Supercopa de Italia | Juventus F.C. | Italia | 2015    |
| Serie A             | Juventus F.C. | Italia | 2015-16 |
| Copa Italia         | Juventus F.C. | Italia | 2015-16 |
| Copa Italia         | Juventus F.C. | Italia | 2016-17 |
| Serie A             | Juventus F.C. | Italia | 2016-17 |
| Copa Italia         | Juventus F.C. | Italia | 2017-18 |
| Serie A             | Juventus F.C. | Italia | 2017-18 |
| Supercopa de Italia | Juventus F.C. | Italia | 2018    |
| Serie A             | Juventus F.C. | Italia | 2018-19 |
| Copa Italia         | Juventus F.C. | Italia | 2023-24 |

#### Distinciones individuales
| Distinción                                   | Año                                |
| -------------------------------------------- | ---------------------------------- |
| Panchina d'Oro Prima Divisione               | 2007-08                            |
| Panchina d'Oro                               | 2008-09, 2014-15, 2016-17, 2017-18 |
| Entrenador del Año en la Serie A             | 2010-11, 2014-15, 2015-16, 2017-18 |
| Premio Enzo Bearzot                          | 2015                               |
| Premio Gazzetta Sports al entrenador del año | 2018                               |